# Gåsgam
Gåsgam (Gyps fulvus) är en art i familjen hökar. Den förekommer från Medelhavsområdet österut till Indien. Fågeln är den enda i underfamiljen gamla världens gamar som kategoriseras som livskraftig av IUCN.

## Utseende
Gåsgamen är en mycket stor fågel med en längd på 95–110 centimeter, ett vingspann på 235–270 centimeter och väger sex till 13 kg. Honan är i genomsnitt större än hanen. Den kläcks naken och är utseendemässigt en typisk representant för gamla världens gamar, med vitt huvud, ljus halsboa, mycket breda och långa vingar, med långa handpennor, och kort stjärt. Kroppen och vingtäckarna är sandfärgade och kontrasterar mot de mörka vingpennorna. När den kretsar håller den vingarna lyfta i ett grunt V.

## Ekologi
Liksom andra gamar är den en asätare som huvudsakligen lever av kadaver som den främst finner genom att glidflyga över öppna områden, ofta i flock. Den ger ifrån sig grymtningar när den tar nattkvist och när de samlas vid ett byte. Gåsgamen häckar på klipphyllor och den lägger ett ägg. Den kan häcka i kolonier som ibland omfattar flera hundra par.

## Utbredning
Gåsgamen häckar från Medelhavsområdet österut genom Mellanöstern till Himalaya. Den delas ofta upp i två underarter med följande utbredning:
- västlig gåsgam[5] Gyps fulvus fulvus – nordvästra Afrika och Iberiska halvön till Mellanöstern
- Gyps fulvus fulvescens – Afghanistan, Pakistan och norra Indien till Assam

### Förekomst i Sverige
Vanligtvis är gåsgamen ganska stationär, men har observerats ett fåtal gånger i Sverige. Första observationen skedde 1986 i Skåne, andra år 2000 i Södermanland och tredje 2012 i Göteborg. I juli 2013 sågs en gåsgam först i Västervik, senare på Öland och därefter i Skåne.

## Status och hot
Gåsgamen blir allt vanligare, i skarp kontrast mot i princip alla sina släktingar i Sydasien och Afrika söder om Sahara. IUCN placerar den därför i hotkategorin livskraftig (LC). I Europa uppskattas beståndet till över 30.000.

## Bilder

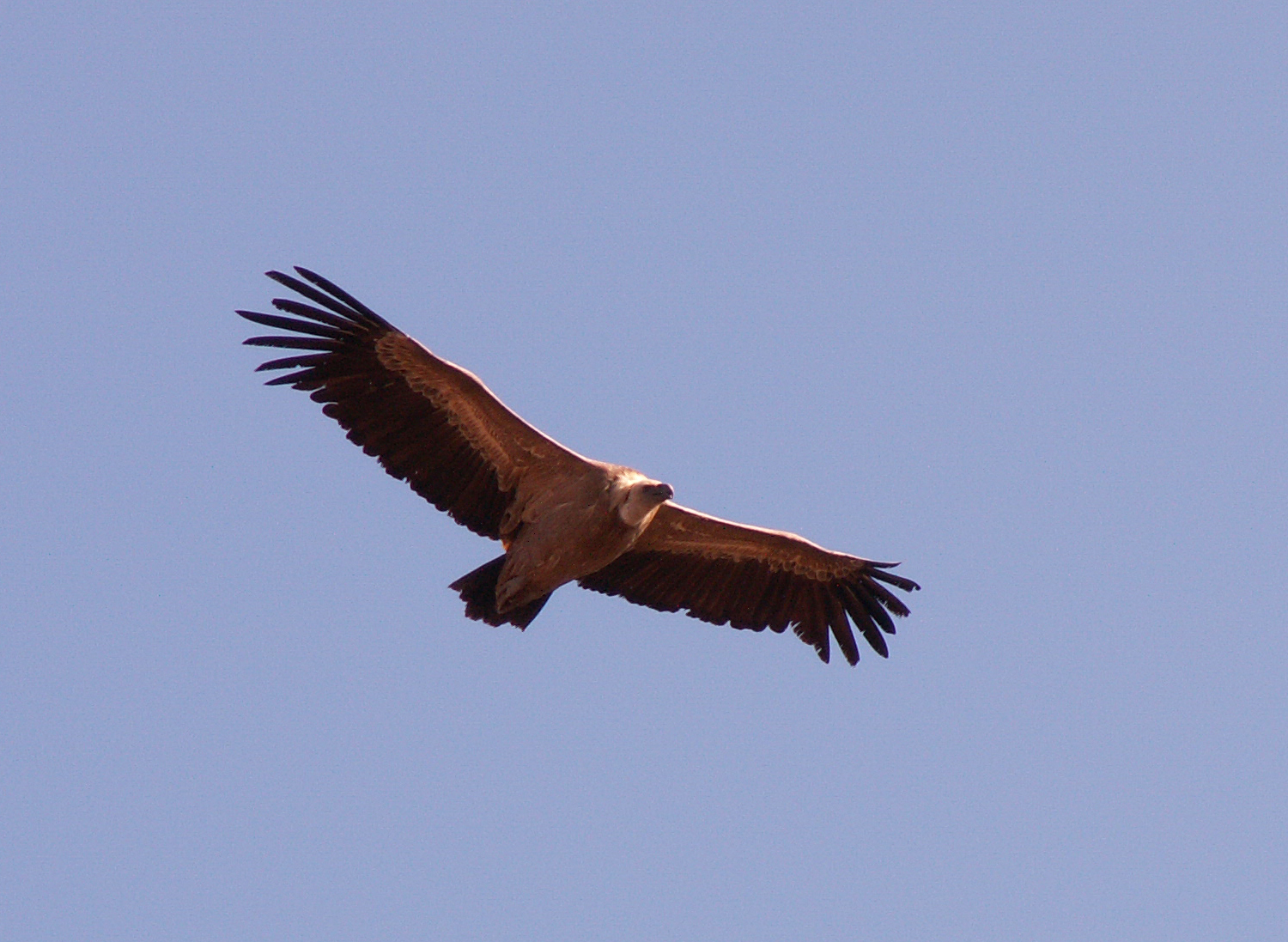
I flykten är den massiv med kontrasterande vingteckning.

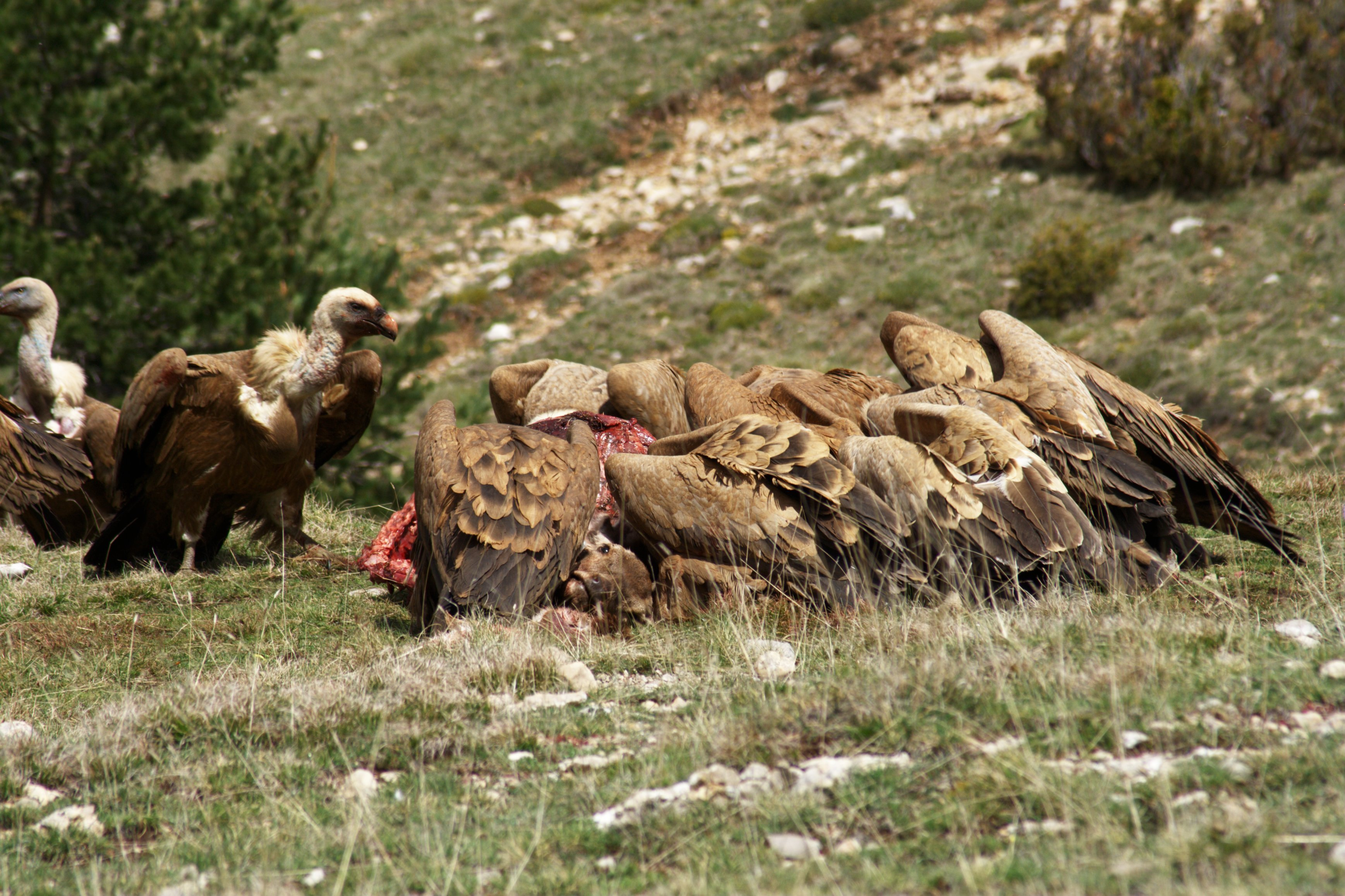
Den födosöker ofta i flock.

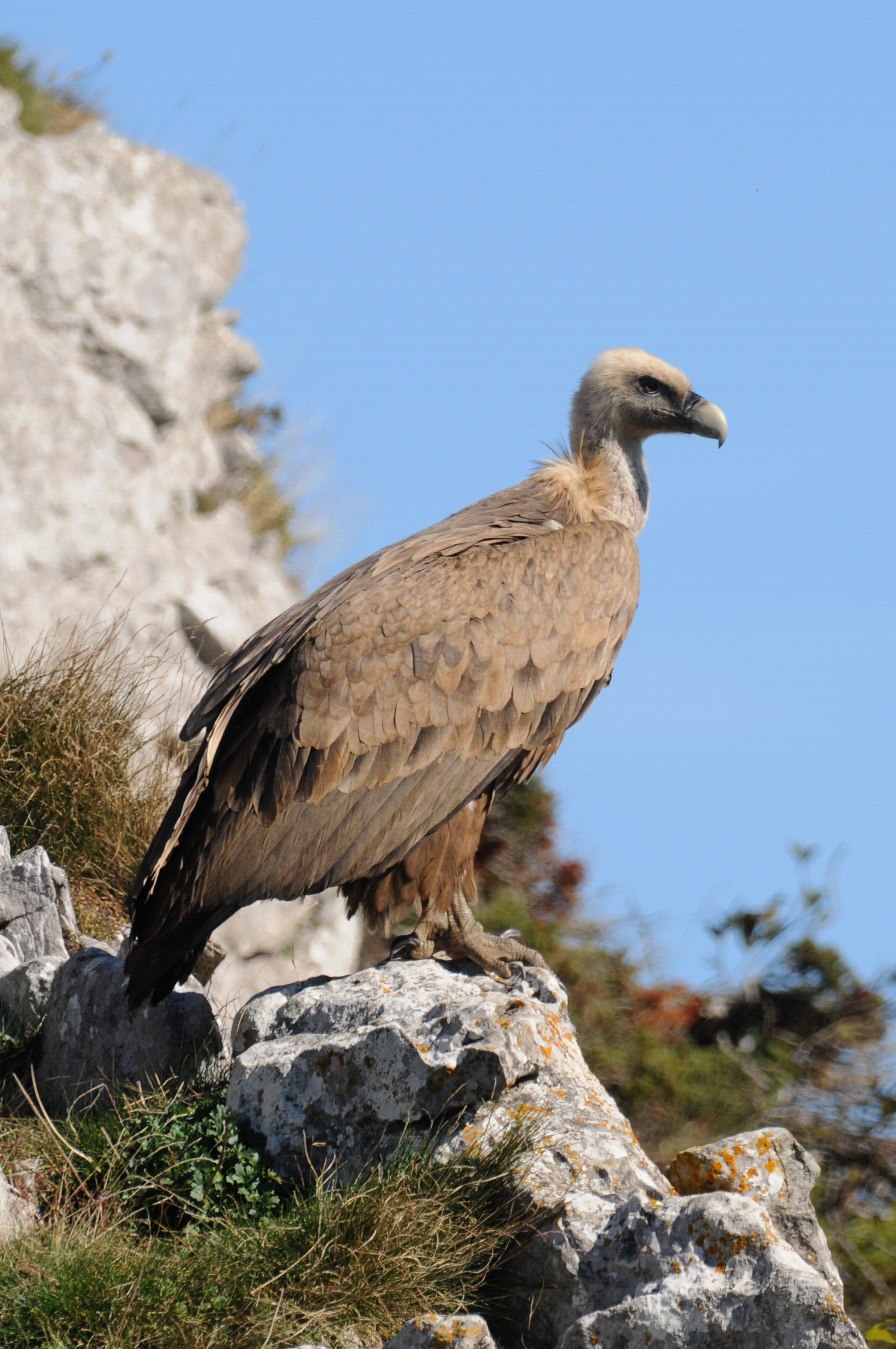
Gåsgamen häckar i bergsområden.
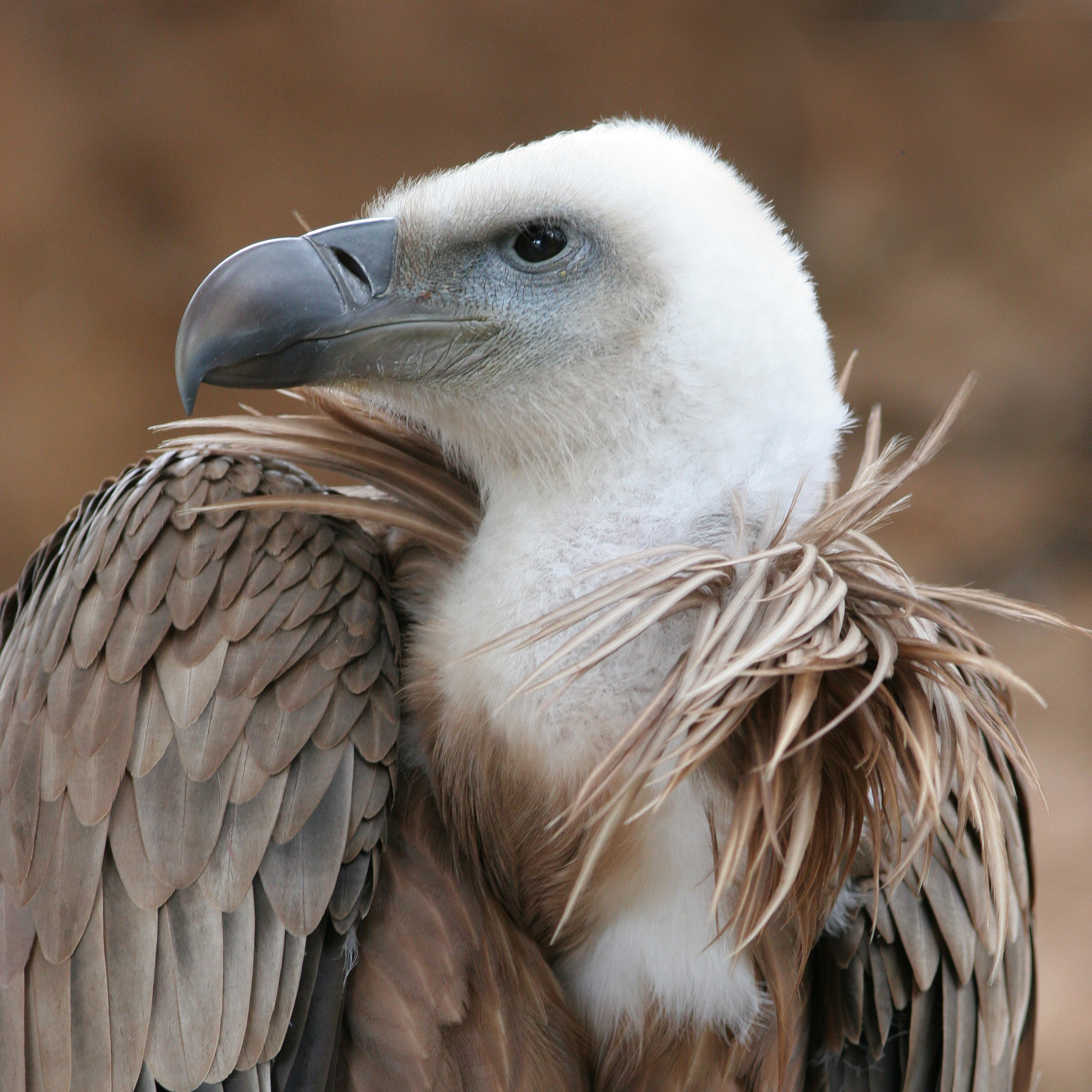
Gåsgamen har vitt huvud.
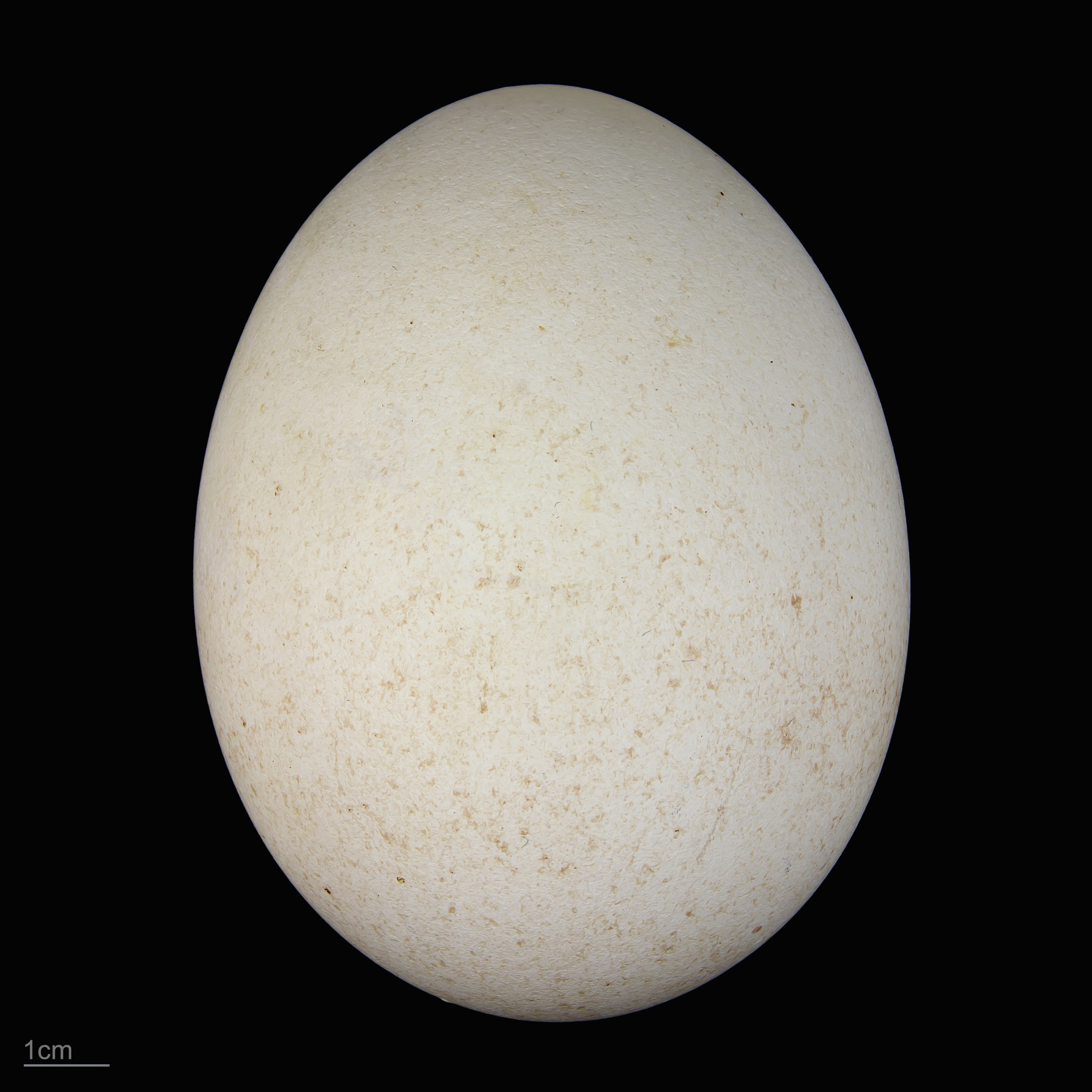
Museum specimen